# Rangliste (DDR-Fußball)/1990er
Dieser Artikel gibt eine Übersicht über die Historie der fuwo-Bestenliste der DDR-Fußballfachzeitschrift Neue Fußballwoche (fuwo) in der Zeit von 1990 bis 1991.

## Winter 1990
Veröffentlicht in der fuwo (Ausgabe 52/1990) in der Winterpause der Saison 1990/91. Die Rangliste bewertet die Oberligaspiele der Saison 1990/91.
| Position      | Elf des Jahres                          | 55-Bestenliste | Im Gespräch |
| ------------- | --------------------------------------- | --- | ----------- |
| Torhüter      | Perry Bräutigam (FC Carl Zeiss Jena)    | Jens Kunath (FC Hansa Rostock) Dirk Heyne (1. FC Magdeburg) Detlef Zimmer (Stahl Brandenburg) Jens Adler (HFC Chemie)                                 | -           |
| Libero        | Heiko Peschke (FC Carl Zeiss Jena)      | Dirk Stahmann (1. FC Magdeburg) Heiko März (FC Hansa Rostock) Frank Lieberam (Dynamo Dresden) Frank Baum (FC Sachsen Leipzig)                         | -           |
| Abwehrspieler | Jörg Schwanke (Energie Cottbus)         | Steffen Freund (Stahl Brandenburg) Detlef Schößler (Dynamo Dresden) Holger Bühner (FC Rot-Weiß Erfurt) Paul Caligiuri (FC Hansa Rostock)              | -           |
| Abwehrspieler | Andreas Wagenhaus (Dynamo Dresden)      | Carsten Sänger (FC Rot-Weiß Erfurt) Gernot Alms (FC Hansa Rostock) Thomas Kluge (Eisenhüttenstädter FC Stahl) Jens Melzig (Energie Cottbus)           | -           |
| Abwehrspieler | Andreas Babendererde (FC Hansa Rostock) | Torsten Kracht (1. FC Lokomotive Leipzig) Udo Fankhänel (FC Carl Zeiss Jena) Bernhard Konik (FC Rot-Weiß Erfurt) Dirk Wüllbier (HFC Chemie)           | -           |
| Mittelfeld    | Dariusz Wosz (HFC Chemie)               | Damian Halata (1. FC Lokomotive Leipzig) Armin Romstedt (FC Rot-Weiß Erfurt) Axel Wittke (Eisenhüttenstädter FC Stahl) Jens Gerlach (1. FC Magdeburg) | -           |
| Mittelfeld    | Rico Steinmann (Chemnitzer FC)          | René Tretschok (HFC Chemie) Hilmar Weilandt (FC Hansa Rostock) Jörg Stübner (Dynamo Dresden) Stefan Böger (FC Carl Zeiss Jena)                        | -           |
| Mittelfeld    | Jürgen Raab (FC Carl Zeiss Jena)        | Eberhard Janotta (Stahl Brandenburg) Heiko Bonan (FC Berlin) Matthias Lindner (1. FC Lokomotive Leipzig) Thoralf Bennert (FC Vorwärts Frankfurt)      | -           |
| Mittelfeld    | Juri Schlünz (FC Hansa Rostock)         | Stefan Minkwitz (1. FC Magdeburg) Heiko Scholz (Dynamo Dresden) Sven Köhler (Chemnitzer FC) Olaf Holetschek (FC Carl Zeiss Jena)                      | -           |
| Angriff       | Henri Fuchs (FC Hansa Rostock)          | Jörg Nowotny (HFC Chemie) Jörg Schmidt (FC Rot-Weiß Erfurt) Olaf Besser (Energie Cottbus) Sergio Allievi (Dynamo Dresden)                             | -           |
| Angriff       | Uwe Rösler (Dynamo Dresden)             | Torsten Gütschow (Dynamo Dresden) Lutz Schülbe (HFC Chemie) Volker Röhrich (FC Hansa Rostock) Thomas Vogel (FC Rot-Weiß Erfurt)                       | -           |

## Sommer 1991
Veröffentlicht in der fuwo (Ausgabe 25/1991) nach dem Ende der Saison 1990/91. Die Rangliste bewertet die Oberligaspiele der Saison 1990/91. Es war die letzte veröffentlichte fuwo-Bestenliste.
| Position      | Elf des Jahres                            | 55-Bestenliste | Im Gespräch |
| ------------- | ----------------------------------------- | --- | ----------- |
| Torhüter      | René Müller (FC Sachsen Leipzig)          | Dirk Heyne (1. FC Magdeburg) Detlef Zimmer (Stahl Brandenburg) Jens Kunath (FC Hansa Rostock) Bodo Rudwaleit (Eisenhüttenstädter FC Stahl)               | -           |
| Libero        | Axel Wittke (Eisenhüttenstädter FC Stahl) | Frank Baum (FC Sachsen Leipzig) Heiko Peschke (FC Carl Zeiss Jena) Dirk Barsikow (Chemnitzer FC) Dirk Stahmann (1. FC Magdeburg)                         | -           |
| Abwehrspieler | Steffen Freund (Stahl Brandenburg)        | Detlef Schößler (Dynamo Dresden) Thomas Linke (FC Rot-Weiß Erfurt) Frank Edmond (1. FC Lokomotive Leipzig) Olaf Holetschek (FC Carl Zeiss Jena)          | -           |
| Abwehrspieler | Carsten Sänger (FC Rot-Weiß Erfurt)       | Thomas Kluge (Eisenhüttenstädter FC Stahl) Gernot Alms (FC Hansa Rostock) Frank Siersleben (1. FC Magdeburg) Matthias Lindner (1. FC Lokomotive Leipzig) | -           |
| Abwehrspieler | Andreas Babendererde (FC Hansa Rostock)   | Jörg Illing (Chemnitzer FC) Steffen Büttner (Dynamo Dresden) Olaf Bitzka (Eisenhüttenstädter FC Stahl) Udo Fankhänel (FC Carl Zeiss Jena)                | -           |
| Mittelfeld    | Damian Halata (1. FC Lokomotive Leipzig)  | René Tretschok (HFC Chemie) Hilmar Weilandt (FC Hansa Rostock) Stefan Minkwitz (1. FC Magdeburg) Heiko Scholz (Dynamo Dresden)                           | -           |
| Mittelfeld    | Juri Schlünz (FC Hansa Rostock)           | Armin Romstedt (FC Rot-Weiß Erfurt) Luděk Kovačík (FC Sachsen Leipzig) Jens Wahl (FC Hansa Rostock) Uwe Ferl (FC Sachsen Leipzig)                        | -           |
| Mittelfeld    | Rico Steinmann (Chemnitzer FC)            | Eberhard Janotta (Stahl Brandenburg) Hans-Uwe Pilz (Dynamo Dresden) Jürgen Raab (FC Carl Zeiss Jena) Jens Dowe (FC Hansa Rostock)                        | -           |
| Mittelfeld    | Dariusz Wosz (HFC Chemie)                 | Delano Ketter (FC Sachsen Leipzig) Heiko Bonan (FC Berlin) Stefan Böger (FC Carl Zeiss Jena) Brian Bliss (Energie Cottbus)                               | -           |
| Angriff       | Henri Fuchs (FC Hansa Rostock)            | Bernd Hobsch (1. FC Lokomotive Leipzig) Torsten Gütschow (Dynamo Dresden) Timo Löhnert (Eisenhüttenstädter FC Stahl) Jörg Nowotny (HFC Chemie)           | -           |
| Angriff       | Thomas Vogel (FC Rot-Weiß Erfurt)         | Uwe Rösler (Dynamo Dresden) Munever Krajišnik (FC Carl Zeiss Jena) Lutz Schülbe (HFC Chemie) Hans-Jörg Leitzke (FC Sachsen Leipzig)                      | -           |